# وغدا... ؟
و غدا… ؟ فيلم تونسي من إخراج إبراهيم باباي سنة 1971.
هو الفيلم الروائي الأول للمخرج، قصتهُ مقتبسة من رواية (ونصيبي من الأفق) لعبد القادر بن الشيخ. يتناول قضايا البطالة والنزوح من الريف في تونس المستقلة حديثا.  فالفيلم يُصوّر الحياة الاجتماعية والسياسية في تونس خلال السبعينيات، ويُظهر التمايز بين المدينة والبيئة الريفية. 
ظهر العديد من الممثلين في الفيلم، مثل رؤوف بن عمر ومحمد كوكا وسمير العيادي. 

## القصة
ثلاثة من الفلاحين، يعيشون مع أبناء القرية في ظروف اجتماعية قاسية، حيث راحت المياه في النضوب، يقررون الهجرة من هذا المكان إلى المدينة بحثًا عن عمل، وفي تونس العاصمة يواجهون المزيد من المشاكل، ويكتشفون أن الآف الشباب أمثالهم يعانون من البطالة، لذا يفكرون في الهجرة خارج الوطن إلى فرنسا.

## روابط خارجية
- وغدا... ؟ على موقع IMDb (الإنجليزية)
- وغدا... ؟ على موقع قاعدة بيانات الأفلام العربية
- وغدا... ؟ على موقع قاعدة بيانات الفيلم (الإنجليزية)
- وغدا... ؟ على موقع ليتربوكسد (الإنجليزية)